# Peter Firth
Peter Firth   (Bradford, 27 d'octubre de 1953) és un actor anglès, conegut per una varietat de papers al cinema i la televisió entre 1970 i 2000. Un dels seus papers més destacats és el de Harry Pearce, en la sèrie dramàtica d'espies Spooks.

## Dades personals
És fill d'Eric Macintosh Firth i Mavis Hudson; té una germana. Va anar a una escola local i de jove a Bradford Playhouse, a Pudsey, prop de la seva casa. Als 16 anys va deixar l'escola, per continuar la seva carrera com a actor i el 1968 va començar la seva carrera com a actor infantil.
Va estar casat amb Maya, una ballarina irlandesa, no obstant això la parella es va divorciar després que Maya l'enganyés amb Jason Dawes.
Peter es va casar amb Lindsey Readman el 1990 de la qual es va divorciar i amb qui va tenir quatre fills: Rory, Amy Mary, Alexander William i James Harry Firth.
Té una bona amistat amb la seva companya l'actriu Jenny Agutter, amb qui ha treballat a  Equus i Spooks.

## Carrera
Peter ha participat en més de 84 produccions, entre programes de televisió i pel·lícules.
El 1984 va treballar en la pel·lícula Sword of the Valiant: The Legend of Sir Gawain and the Green Knight al costat de Sean Connery i Miles O'Keeffe, en 1988 va participar en Prisioner of Rio i el 1989 a Tree of Hands al costat de Helen Shaver i Lauren Bacall.
El 1990 va treballar a  The Laughter of God  on va donar vida a Steve Clemant, en el mateix any va participar a Blood Royal: William the Conqueror, on va donar vida a William Rufus i va tornar a compartir crèdits amb Michael Gambon, a Burndown com Jake Stern i a The Rescuers Down Under, on va posar la seva veu a Xarxa. El 1991 va treballar en la miniserie Murder in Eden, on va interpretar a Kenneth Potter.
El 1994 va treballar en la sèrie Anna Lee, també va participar en White Angel i a Heartbeat. El 1995 va treballar a Resort to Murder al costat de Ben Chaplin i en Soldier Soldier, al següent any va treballar a  Marco Polo: Haperek Ha'aharon, a The Witch's Daughter i a And the Beat Goes On, on va tornar a treballar amb Jenny Agutter.
El 1996 va treballar a Kavanagh QC, The Garden of Redemption, The Broker's Man" com Alex 'Godzilla' Turnbull, a Holding On i a Gaston's War. El 1998 va treballar en tres produccions: una d'elles va ser Dead Man's Gun, on va interpretar al Detectiu Inspector Archibald McCann. El 2000 va aparèixer en The Magicians on va interpretar a Simon Magus, al costat de Sam Healy, també va prestar la seva veu per interpretar al Capt. Beri Tulon a Star Wars: Force Commander.
El 2002 es va unir a l'elenc principal de la reeixida sèrie britànica d'espies Spooks  on va interpretar al cap de la secció antiterrorista Harry Pearce, fins al final de la sèrie el 23 d'octubre del 2011. Peter va ser l'únic actor que va aparèixer des de la primera temporada fins a l'última.
En 2006 va participar en Hawking, el 2006 a The Greatest Game Ever Played, on va donar vida a Lord Northcliffe i va treballar al costat d'Elias Koteas i Shia LaBeouf; també va treballar a Ancient Rome: The Rise and Fall of an Empire, on va interpretar a Vespasian.
El 2012 va aparèixer en la miniserie World Without End on va interpretar a Earl Roland, al costat de Cynthia Nixon, Ben Chaplin, Tom Weston-Jones, Oliver Jackson-Cohen, Carlo Rota, Sarah Gadon i Miranda Richardson.
A l'octubre del 2013 es va anunciar que Peter interpretaria a Harry Pearce en la pel·lícula Spooks: The Greater Good la qual serà estrenada en el 2014.

## Filmografia
| Any       | Títol                                                               | Paper                    | Notes                                                                             |
| --------- | ------------------------------------------------------------------- | ------------------------ | --------------------------------------------------------------------------------- |
| 1972      | Daniel and Maria                                                    |                          |                                                                                   |
| 1973      | Diamonds on Wheels                                                  | Robert 'Bobby' Stewart   | Telefilm                                                                          |
| 1975      | King Arthur, the Young Warlord                                      | Corin                    |                                                                                   |
| 1976      | Aces High                                                           | Lt Stephen Croft         |                                                                                   |
| 1976      | The Lady of Camellias                                               | Armand                   |                                                                                   |
| 1977      | Joseph Andrews                                                      | Joseph Andrews           |                                                                                   |
| 1977      | Equus                                                               | Alan Strang              | Globus d'Or al millor actor secundari Nominació − Oscar al millor actor secundari |
| 1979      | When You Comin' Back, Red Ryder?                                    | Stephen Ryder            |                                                                                   |
| 1979      | Tess                                                                | Angel Clare              |                                                                                   |
| 1982      | Fire and Sword                                                      | Dinas                    |                                                                                   |
| 1984      | Sword of the Valiant: The Legend of Sir Gawain and the Green Knight | Sir Gawain               | Veu                                                                               |
| 1984      | White Elephant                                                      | Peter Davidson           |                                                                                   |
| 1985      | Lifeforce                                                           | Col Colin Caine          |                                                                                   |
| 1985      | Letter to Brezhnev                                                  | Peter                    |                                                                                   |
| 1986      | A State of Emergency                                                | Dr. Kenneth Parrish      |                                                                                   |
| 1987      | Born of Fire                                                        | Paul Bergson             |                                                                                   |
| 1988      | Prisoner of Rio                                                     | Clive Ingram             |                                                                                   |
| 1989      | Tree of Hands                                                       | Terence                  |                                                                                   |
| 1989      | Trouble in Paradise                                                 | Adriaan                  |                                                                                   |
| 1990      | Blood Royal: William the Conqueror                                  | William Rufus            | Telefilm                                                                          |
| 1990      | La caça de l'Octubre Roig (The Hunt for Red October)                | Ivan Putin               |                                                                                   |
| 1990      | The Incident                                                        | Geiger                   | Telefilm                                                                          |
| 1990      | Burndown                                                            | Jake Stern               |                                                                                   |
| 1990      | The Rescuers Down Under                                             | Red                      | Veu                                                                               |
| 1991      | Prisoner of Honor                                                   | Maj Henry                |                                                                                   |
| 1992      | The Pleasure Principle                                              | Dick                     |                                                                                   |
| 1993      | El marido perfecto                                                  | Franz                    |                                                                                   |
| 1993      | Shadowlands                                                         | Dr. Craig                |                                                                                   |
| 1994      | White Angel                                                         | Leslie Steckler          |                                                                                   |
| 1995      | An Awfully Big Adventure                                            | Bunny                    |                                                                                   |
| 1996      | Merisairas                                                          | 1r oficial Ronald Jensen |                                                                                   |
| 1997      | The Garden of Redemption                                            | Comandant nazi           | Telefilm                                                                          |
| 1997      | Marco Polo: The Missing Chapter                                     | Rusticello               |                                                                                   |
| 1997      | Gaston's War                                                        | Alcalde Smith            |                                                                                   |
| 1997      | Amistad                                                             | Capità Fitzgerald        |                                                                                   |
| 1998      | Mighty Joe Young                                                    | Garth                    |                                                                                   |
| 1999      | Chill Factor                                                        | Coronel Andrew Brynner   |                                                                                   |
| 2000      | The Magicians                                                       | Simon Magus              | Telefilm                                                                          |
| 2001      | Pearl Harbor                                                        | Capità Mervyn Bennion    |                                                                                   |
| 2002-2011 | Spooks                                                              | Harry Pearce             |                                                                                   |
| 2005      | The Greatest Game Ever Played                                       | Lord Northcliffe         |                                                                                   |
| 2006      | Ancient Rome: The Rise and Fall of an Empire                        | Vespasià                 |                                                                                   |
| 2010      | World Without End                                                   | Sir Roland               |                                                                                   |
| 2013      | Mayday                                                              | Malcolm Spicer           |                                                                                   |
| 2014      | Undeniable                                                          | Andrew Bolton            |                                                                                   |
| 2015      | Spooks: The Greater Good                                            | Harry Pearce             |                                                                                   |
| 2016      | Risen                                                               | Ponç Pilat               |                                                                                   |